# Félix Chopin
Pour les articles homonymes, voir Chopin (homonymie).

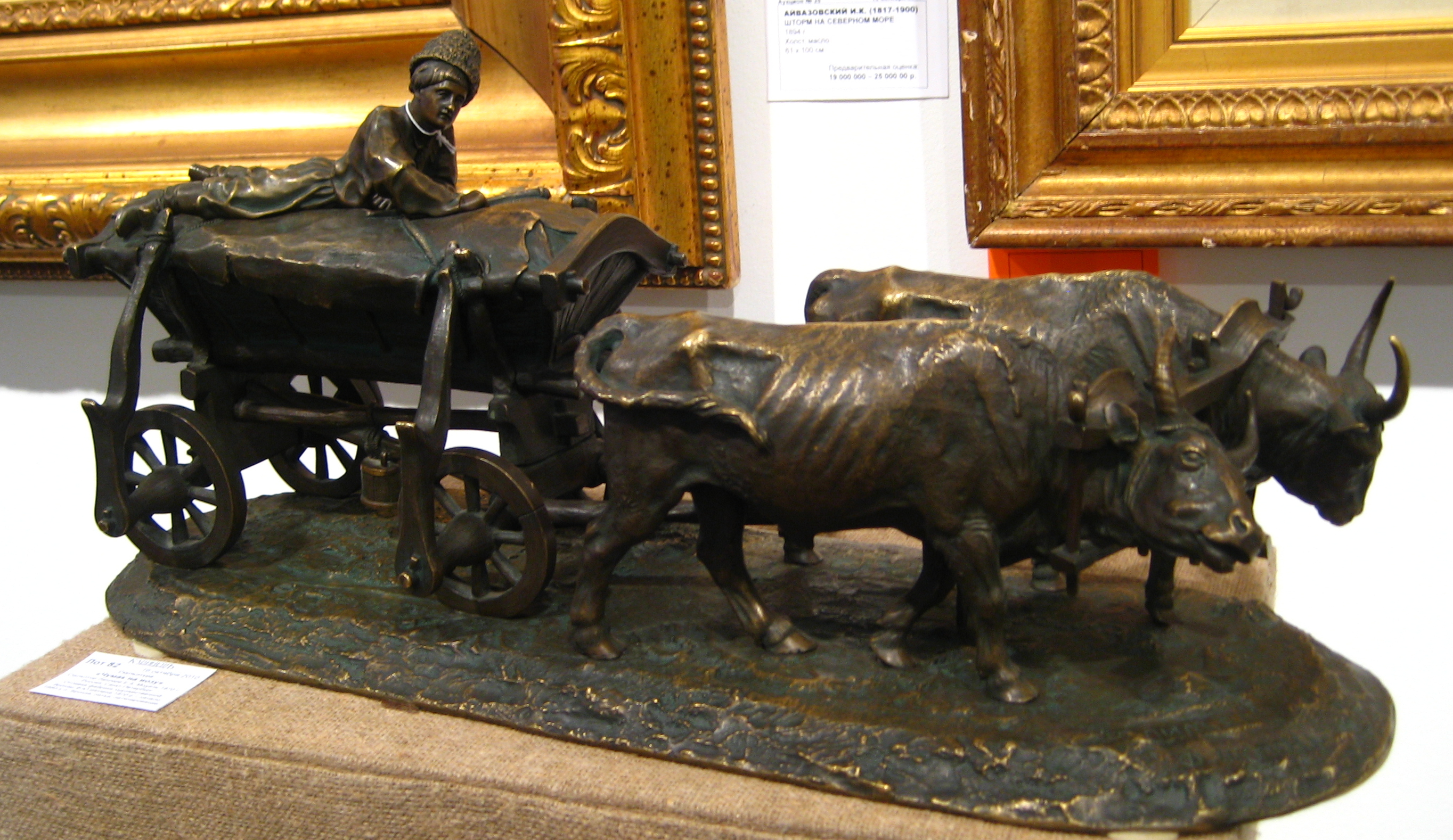
Chumak de Félix Chopin

Félix Chopin (1817-1892 ; en russe : Феликс Шопен) est un fondeur de bronze, fournisseur de la cour impériale de Russie.

## Biographie
Félix Chopin, est né le 21 avril 1817 à Château-Gontier, fils du bronzier parisien Julien Chopin et de Rose Journeil. Il épouse Thérèse-Joséphine Baduel le 9 janvier 1889 à Paris 16e. Il meurt le 2 janvier 1892 à Paris 16e. Il est inhumé au cimetière Montmartre, 30e division, avec son épouse, décédée le 7 janvier 1991 à Menton, et Marie Chopin, (1851-1899), épouse Caldagues.
Après avoir commencé sa carrière à Paris, il s'installe à Saint-Pétersbourg en 1838. En 1841, il acquiert l'atelier d'Alexandre Guérin, au bord de la faillite. Chopin relance l'entreprise en s'adaptant à la mode. Pendant plus de quarante ans, il est le principal fournisseur de la cour impériale russe.
Il est inhumé le 5 janvier 1892 au cimetière de Montmartre (division 30).

## Œuvres
Félix Chopin travailla en étroite collaboration avec Eugène Lanceray. À partir de 1845, il fabrique des lustres pour le grand palais du Kremlin à Moscou, pour le palais de marbre à Saint-Pétersbourg, pour le palais de Peterhof.
En 1876, il présente ses produits à l'exposition du Centenaire, en particulier un lustre monumental de cent bougies.
Dans les années 1877, il reproduit, en bronze, le buste de plusieurs membres de la famille impériale russe, en particulier :
– l'empereur Alexandre Ier son frère Constantin, tous deux sculptés dans le marbre par Louis-Marie Guichard. Ces deux bustes sont actuellement conservés à galerie Tretiakov, à Moscou, et ont été exposés en France en 2011 au musée de la vie romantique ; ils sont reproduits au catalogue ;
– le monument à l'impératrice Catherine (1862).
Le musée de l'Ermitage présente une horloge de table en bronze fondue par Chopin, ainsi qu'une statuette de paysan par Eugène Lanceray fondue par Félix Chopin dans les années 1870.
Le Kunst Museum de Berne conserve un milieu de table, « réalisé à Saint-Pétersbourg par le maître bronzier Félix Chopin. Il fut probablement commandé par le père de la future reine de Wurtemberg, le tsar Nicolas Ier, qui le donna en héritage à sa fille et à son époux en 1855 ».

## Distinctions
- Chevalier de la Légion d'honneur.
- Commandeur de l'ordre de Saint-Vladimir, de l'ordre de Sainte-Catherine et de l'ordre de Saint-Stanislas de Russie.
- Commandeur de l'ordre de François-Joseph d'Autriche.